# Elisabeth Amalia van Hessen-Darmstadt

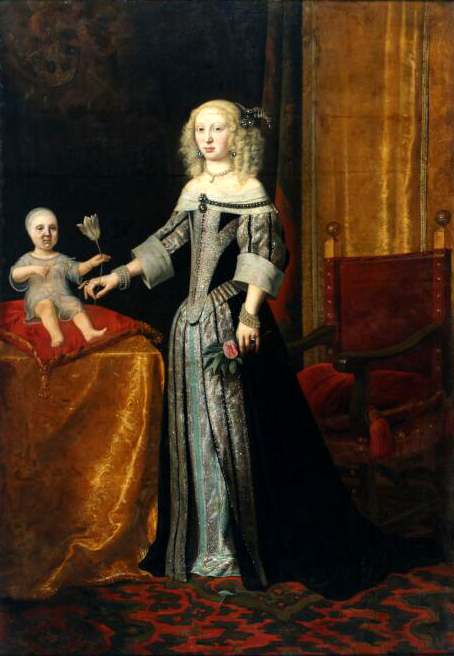

Elisabeth Amalia Magdalena (Gießen, 20 maart 1635 – Neuburg an der Donau, 4 augustus 1709) was prinses van Hessen-Darmstadt en keurvorstin van de Palts. Ze was een dochter van landgraaf George II en Sophia Eleonora van Saksen.
Op 3 september 1653 huwde zij te Langenschwalbach met paltsgraaf Filips Willem van Palts-Neuburg, die later keurvorst van de Palts werd. Uit het huwelijk werden 17 kinderen geboren:
- Eleonora Magdalena Theresia (1655-1720), gehuwd met keizer Leopold I
- Maria Adelheid Anna (1656), stierf binnen een jaar
- Sophia Elisabeth (1657-1658)
- Johan Willem van de Palts (1658-1716)
- Wolfgang George Frederik Frans (1659-1683), wijbisschop van Keulen
- Lodewijk Antoon (1660-1694), bisschop van Worms, grootmeester van de Duitse Orde
- Karel III Filips van de Palts (1661-1742)
- Alexander Sigismund (1663-1737), vorstbisschop van Augsburg
- Frans Lodewijk (1664-1732), aartsbisschop van Trier en Mainz
- Frederik Willem (1665-1689), kanunnik van Münster
- Maria Sophia Elisabeth (1666-1699), gehuwd met koning Peter II van Portugal
- Maria Adelheid Anna (1667-1740), gehuwd met koning Karel II van Spanje
- Filips Willem August (1668-1693), gehuwd met Anna Maria Francisca van Saksen-Lauenburg
- Dorothea Sophia (1670-1748), gehuwd met Odoardo Farnese, erfprins van Parma en Piacenza, en met Francesco Farnese, hertog van Parma en Piacenza
- Hedwig Elisabeth Amalia (1673-1722), gehuwd met Jacobus Lodewijk Sobieski van Polen
- Johan (1675), leefde slechts 5 uur
- Leopoldina Eleonora (1679-1693), verloofd met keurvorst Maximiliaan II Emanuel van Beieren.